# Hinter Schloss
Hinter Schloss lub Schlossberg – szczyt w Alpach Berneńskich, części Alp Zachodnich. Leży w Szwajcarii w kantonie Uri. Należy do pasma Alp Urneńskich. Można go zdobyć ze schroniska Blackenalp (1773 m) lub Kröntenhütte (1903 m). 